# Lijst van rijksmonumenten in Joppe
De plaats Joppe telt 11 inschrijvingen in het rijksmonumentenregister. Hieronder een overzicht.
| Object                                         | Oorspronkelijke functie?  | Bouwjaar              | Architect | Locatie           | Coördinaten?                  | Nr.?   | Afbeelding        |
| ---------------------------------------------- | ------------------------- | --------------------- | --------- | ----------------- | ----------------------------- | ------ | ----------------- |
| Onze Lieve Vrouw Tenhemelopneming              | Kerk en kerkonderdeel     | 1866-1868             | Wennekers | Joppelaan 73      | 52° 12' 30" NB, 6° 13' 50" OL | 16707  | Meer afbeeldingen |
| 't Joppe: hoofdgebouw                          | Kasteel, buitenplaats     | ca. 1740              |           | Joppelaan 110     | 52° 12' 22" NB, 6° 14' 27" OL | 455947 | Meer afbeeldingen |
| 't Joppe: historische tuin- en parkaanleg      | Tuin, park en plantsoen   | 1565                  |           | Joppelaan bij 110 | 52° 12' 29" NB, 6° 14' 31" OL | 455948 | Meer afbeeldingen |
| 't Joppe: koetshuis annex stal                 | Bijgebouwen kastelen enz. | ca. 1862              |           | Joppelaan bij 110 | 52° 12' 25" NB, 6° 14' 25" OL | 455949 | Upload foto       |
| 't Joppe: oranjerie                            | Tuin, park en plantsoen   | ca. 1850              |           | Joppelaan bij 110 | 52° 12' 29" NB, 6° 14' 39" OL | 455950 | Meer afbeeldingen |
| 't Joppe: tuinmuren                            | Tuin, park en plantsoen   | 18e eeuw              |           | Joppelaan bij 110 | 52° 12' 29" NB, 6° 14' 39" OL | 455951 | Upload foto       |
| 't Joppe: koepel                               | Tuin, park en plantsoen   | 18e of vroeg 19e eeuw |           | Joppelaan bij 110 | 52° 12' 20" NB, 6° 14' 36" OL | 455952 | Meer afbeeldingen |
| 't Joppe: menagerie                            | Dierenverblijf            | ca. 1825              |           | Joppelaan bij 110 | 52° 12' 22" NB, 6° 14' 27" OL | 455953 | Upload foto       |
| 't Joppe: bakstenen keermuur                   | Tuin, park en plantsoen   | ca. 1900              |           | Joppelaan bij 110 | 52° 12' 21" NB, 6° 14' 27" OL | 455954 | Upload foto       |
| 't Joppe: twee bakstenen keermuren/brugpijlers | Tuin, park en plantsoen   | 19e eeuw              |           | Joppelaan bij 110 | 52° 12' 13" NB, 6° 14' 26" OL | 455955 | Upload foto       |
| Villa "Overdok" met garage                     | Woonhuis                  | 1921                  |           | Lochemseweg 66    | 52° 12' 49" NB, 6° 13' 44" OL | 516401 | Meer afbeeldingen |